# Michael Mendl
Michael Mendl, właściwie Michael Sandrock (ur. 20 kwietnia 1944 w Lünen) – niemiecki aktor filmowy i telewizyjny, prawdopodobnie najbardziej znany z roli Helmutha Weidlinga w filmie Upadek z 2004 roku. Ma na swoim koncie udział w ponad 100 filmach.